# (1443) Ruppina
(1443) Ruppina es el asteroide número 1443 situado en el cinturón principal. Fue descubierto por el astrónomo Karl Wilhelm Reinmuth  desde el observatorio de Heidelberg, el 11 de octubre de 1937. Su designación alternativa es 1937 TF. Está nombrado por la ciudad alemana de Neuruppin.